# Unione Sportiva Pergocrema 1932 1978-1979
Questa voce raccoglie le informazioni riguardanti l'Unione Sportiva Pergocrema 1932 nelle competizioni ufficiali della stagione 1978-1979.

## Rosa
| N. |                   | Ruolo | Calciatore         |
| -- | ----------------- | ----- | ------------------ |
|    | Italia (bandiera) | A     | Eustachio Albanese |
|    | Italia (bandiera) | D     | Pierino Bonizzoni  |
|    | Italia (bandiera) | P     | Marziano Colombo   |
|    | Italia (bandiera) | C     | Pierluigi Consonni |
|    | Italia (bandiera) | D     | Franco Foresti     |
|    | Italia (bandiera) | D     | Natalino Ghiozzi   |
|    | Italia (bandiera) | C     | Alberto Garmignoli |
|    | Italia (bandiera) | C     | Giuseppe Guerini   |
|    | Italia (bandiera) | A     | Mauro Lussana      |
|    | Italia (bandiera) | D     | Lorenzo Mandelli   |

| N. |                   | Ruolo | Calciatore              |
| -- | ----------------- | ----- | ----------------------- |
|    | Italia (bandiera) | C     | Giuseppe Mazzoleri      |
|    | Italia (bandiera) | D     | Giovanni Moro           |
|    | Italia (bandiera) | C     | Giancarlo Morsia        |
|    | Italia (bandiera) | A     | Mario Mutti             |
|    | Italia (bandiera) | P     | Gianbattista Piacentini |
|    | Italia (bandiera) | C     | Giovanni Pirola         |
|    | Italia (bandiera) | C     | Paolo Previtali         |
|    | Italia (bandiera) | A     | Emilio Rossi            |
|    | Italia (bandiera) | C     | Tiborio Terzi           |

## Risultati

### Campionato

#### Girone di andata
| 1º ottobre 1978 1ª giornata | Pergocrema | 2 – 1 | Pro Vercelli |  |

| 8 ottobre 1978 2ª giornata | Monselice | 1 – 2 | Pergocrema |  |

| 15 ottobre 1978 3ª giornata | Pergocrema | 2 – 1 | Fanfulla |  |

| 22 ottobre 1978 4ª giornata | Pavia | 1 – 0 | Pergocrema |  |

| 29 ottobre 1978 5ª giornata | Pergocrema | 1 – 1 | Bolzano |  |

| 5 novembre 1978 6ª giornata | Legnano | 0 – 0 | Pergocrema |  |

| 12 novembre 1978 7ª giornata | Conegliano | 2 – 2 | Pergocrema |  |

| 19 ottobre 1978 8ª giornata | Pergocrema | 1 – 0 | Sant'Angelo |  |

| 26 novembre 1978 9ª giornata | Carpi | 1 – 1 | Pergocrema |  |

| 3 dicembre 1978 10ª giornata | Pergocrema | 0 – 0 | Vigevano |  |

| 10 dicembre 1978 11ª giornata | Seregno | 0 – 0 | Pergocrema |  |

| 17 dicembre 1978 12ª giornata | Mestrina | 1 – 2 | Pergocrema |  |

| 30 dicembre 1978 13ª giornata | Pergocrema | 2 – 0 | Adriese |  |

| 7 gennaio 1979 14ª giornata | Pro Patria | 2 – 3 | Pergocrema |  |

| 14 gennaio 1978 15ª giornata | Pergocrema | 2 – 0 | Rhodense |  |

| 21 gennaio 1979 16ª giornata | Audace SME | 0 – 4 | Pergocrema |  |

| 28 gennaio 1979 17ª giornata | Pergocrema | 2 – 0 | Omegna |  |

#### Girone di ritorno
| 4 febbraio 1979 18ª giornata | Pro Vercelli | 1 – 1 | Pergocrema |  |

| 11 febbraio 1979 19ª giornata | Pergocrema | 1 – 1 | Monselice |  |

| 18 febbraio 1979 20ª giornata | Fanfulla | 3 – 3 | Pergocrema |  |

| 25 febbraio 1979 21ª giornata | Pergocrema | 1 – 1 | Pavia |  |

| 4 marzo 1979 22ª giornata | Bolzano | 0 – 0 | Pergocrema |  |

| 11 marzo 1979 23ª giornata | Pergocrema | 1 – 0 | Legnano |  |

| 25 marzo 1979 24ª giornata | Pergocrema | 1 – 1 | Conegliano |  |

| 1º aprile 1979 25ª giornata | Sant'Angelo | 1 – 4 | Pergocrema |  |

| 8 aprile 1979 26ª giornata | Pergocrema | 2 – 0 | Carpi |  |

| 22 aprile 1979 27ª giornata | Vigevano | 0 – 0 | Pergocrema |  |

| 29 aprile 1979 28ª giornata | Pergocrema | 1 – 1 | Seregno |  |

| 6 maggio 1979 29ª giornata | Pergocrema | 4 – 3 | Mestrina |  |

| 13 maggio 1979 30ª giornata | Adriese | 2 – 2 | Pergocrema |  |

| 20 maggio 1979 31ª giornata | Pergocrema | 3 – 1 | Pro Patria |  |

| 27 maggio 1979 32ª giornata | Rhodense | 0 – 0 | Pergocrema |  |

| 3 giugno 1979 33ª giornata | Pergocrema | 1 – 1 | Audace SME |  |

| 9 giugno 1979 34ª giornata | Omegna | 0 – 0 | Pergocrema |  |